# Valget til den tyske rigsdag november 1932
Valget i Tyskland november 1932 blev afholdt den 6. november 1932 og viste en lille tilbagegang for NSDAP, og en lille fremgang for KPD og DNVP i forhold til valget tidligere samme år. NSDAP forblev det største enkeltparti, men alliancen mellem SPD og kommunisterne forblev den største gruppe i parlamentet.
| Parti                                         | Stemmer i procent (ændring) | Stemmer i procent (ændring) | Mandater (ændring) | Mandater (ændring) |
| --------------------------------------------- | --------------------------- | --------------------------- | ------------------ | ------------------ |
| NSDAP                                         | 33.1%                       | -4.2%                       | 196                | -34                |
| Sozialdemokratische Partei Deutschlands (SPD) | 20.4%                       | -1.2%                       | 121                | -12                |
| Kommunistische Partei Deutschlands (KPD)      | 16.9%                       | +2.6%                       | 100                | +11                |
| Deutsche Zentrumspartei (Z)                   | 11.9%                       | -0.5%                       | 70                 | -5                 |
| Deutschnationale Volkspartei (DNVP)           | 8.5%                        | +2.6%                       | 52                 | +15                |
| Bayerische Volkspartei (BVP)                  | 3.1%                        | -0.1%                       | 20                 | -2                 |
| Deutsche Volkspartei (DVP)                    | 1.9%                        | -0.1%                       | 11                 | +4                 |
| Deutsche Demokratische Partei (DStP)          | 1.0%                        | +/- 0%                      | 2                  | -12                |
| Christlich-Sozialer Volksdienst (CSVD)        | 1.1%                        | +0.1%                       | 5                  | +3                 |
| Reichspartei des deutschen Mittelstandes (WP) | 0.3%                        | -0.1%                       | 1                  | -1                 |
| Deutsche Bauernpartei (DBP)                   | 0.4%                        | +/- 0%                      | 3                  | +1                 |
| Landbund                                      | 0.3%                        | +/-0%                       | 2                  | +/-                |
| Deutsch-Hannoversche Partei (DHP)             | 0.2%                        | +0.1%                       | 1                  | +1                 |
| Andre                                         | 0.9%                        | +0.3%                       | 0                  | -2                 |
| Total                                         | 100.0%                      |                             | 584                | -24                |

Dette var det sidste valg som blev afholdt på en forholdsvis demokratisk måde for hele Tyskland frem til Tysklands genforening.

## Baggrunden for valget
På grund af manglende parlamentarisk flertal efter rigsdagsvalget 3. juli samme år bestemte rigskansleren Franz von Papen sig for at opløse rigsdagen og udskrive nyvalg. I julivalget fik NSDAP 37,2 % af stemmerne og blev med det største parti, i stor grad ved hjælp af manipulation og terrorisering af politiske modstandere. Også de sovjetvenlige kommunister, KPD, gjorde et godt valg og fik 100 mandater i rigsdagen.
På baggrund af det stærke valg krævede Hitler politisk indflydelse og ville at rigspræsident Paul von Hindenburg, som var modstander af nationalsocialisterne, skulle udpege ham til Tysklands rigskansler. Dette nægtede Hindenburg 6. august. Siden der fortsat ikke var noget klart flertal i rigsdagen, blev der udskrevet endnu et valg, med håb om at nogen endelig skulle få flertal.
Ved valget den 6. november gik NSDAP tilbage med 4 procent. Partiet var alligevel størst med 33 % af stemmerne. Papen gik af og blev efterfulgt af Kurt von Schleicher 3. december. Schleicher klarede heller ikke at samle et styringsdygtig flertal i rigsdagen.
I januar 1933 mødtes Papen, Hitler og Kurt von Schröder for at finde en løsning på den politiske krise. Efter forhandlinger blev Hitler den 30. januar udnævnt til Tysklands rigskansler, i det som bliver kaldt Machtergreifung.